# 朝花夕拾 (小说)
《朝花夕拾》是香港作家亦舒於1985年發表的科幻愛情小說，由天地圖書出版。
隨後於1987年被改編成同名電影，由方中信、夏文汐主演。

## 情节
故事描述2035年，女主角陸宜誤入時光隧道，回到50年前（1985年）的世界，因而結識了男主角方中信。在未來世界裡，一直跟丈夫不和的陸宜，受方中信的熱情感動而喜歡上他。同時，1987年剛好是陸宜媽媽成為孤兒的那一年，陸宜既要解決跟方中信的情誼，又要照顧年幼無依的母親，更要想辦法回到自己的時空。
最後經方中信的介紹，陸宜認識了「那位先生及夫人」（即是衛斯理夫婦），在他們的引領下再結識到小納爾遜，最終回到自己的時空。回家後，陸宜在母親口中得知一直深愛著自己的方中信已在她離開三年後病故。
書中還提及在陸宜的時代是沒有巧克力的。

## 影視改編
本書於1987年被改編成同名電影，由方中信、夏文汐主演，於1987年3月4日上映。原名符力的方中信亦在演了這部電影後，就改了方中信這個藝名至今。